# Тихонов, Павел Павлович
Павел Павлович Тихонов (1909—1990) — руководитель советских органов государственной безопасности, генерал-майор.

## Биография
Родился  в семье рабочего 16 августа 1909 года[по какому календарю?] в деревне Костинка Малоярославецкого уезда Калужской губернии.
В 1923 году окончил 4 класса сельской школы и с августа 1924 года учился в школе ФЗУ при главных вагонных мастерских Курской железной дороги. В 1928 году начал трудовую деятельность — столяром на вагоноремонтном заводе им. Войтовича. В том же году стал членом КПСС.
С августа 1931 года занимался на рабфаке при Институте стали и в июне 1932 года стал студентом этого института. После его окончания в марте 1937 года был направлен на работал на Ижорский завод: мастер, с мая 1938 года — парторг ЦК ВКП(б), с октября 1938 по январь 1939 года — секретарь парткома.
С 15 декабря 1938 года уже служил в органах госбезопасности. Окончил курсы ЦШ НКВД, с 17 января 1939 года — заместитель начальника УНКВД Украинской ССР по Харьковской области, затем был начальником этого управления, в том числе в годы войны. С 24 ноября 1945 года — начальник УНКГБ – УМГБ Украинской ССР по Сумской области, с 1951 года — по Днепропетровской области. Был уполномоченным Совета министров СССР по курорту Сочи — Мацеста, начальником УМВД Украинской ССР по Одесской области (1953—1954). С 3 июля 1954 года — заместитель председателя КГБ при Совете министров Украинской ССР, с октября 1959 по октября 1970 года — начальник УКГБ при Совете министров Украинской ССР по Киевской области.
С 17 января 1939 года — капитан государственной безопасности, с 11 февраля 1943 года — подполковник государственной безопасности. С 18 февраля 1958 года — генерал-майор.
Был делегатом XXIII съезда КПСС.
Умер в Киеве в 1990 году.